# 多鯰ヶ池
多鯰ヶ池（種ヶ池、多祢ヶ池　たねがいけ）は、鳥取県鳥取市にある池である。

## 概要
鳥取砂丘の背後に位置し、森に囲まれて透明度の高い水をたたえ、鳥取砂丘の起伏の大きな景色と好対照をなしている。
池の周囲3.4km、面積は24.8ha、最深部の水深は15.1mで、中国地方最深の池である。透明度は3-4mある。山地に面した南東側は湾入部の多い複雑な地形だが、砂丘に面した北西側は直線で、砂丘から急斜面で最深部に達している。夏季の灌漑用水路として利用されている湯山用水以外に流入河川も流出河川もない。池の周辺には多くの遺跡があり、古くから砂丘の休止期に先人が生活していたことが分かっている。多くの湖沼と同様に蛇伝説がある。
2001年、環境省によって日本の重要湿地500に選定された。

## 成因・地理
新生代第四紀更新世にあたる約10万年前頃に、背後の丘陵前面の浸食谷に古砂丘が発達、その上を約5万年前の大山火山の活動で噴出した大山倉吉軽石が覆って、水が浸透しなくなったことが成因とされている。海跡湖か堰止湖かで論議されたが、現在では山陰最古の堰止湖ということになっている。
北西部に位置する、弁財天を祀っている半島はかつては「大島」と呼ばれる湖沼内の島嶼であった（江戸時代の古地図等で確認できる）。それが砂丘の進出に伴い埋め立てられ、砂で陸続きとなった。他にも多鯰ヶ池には幾つかの島嶼の記録があるが、大部分は中央部に位置する暗礁であり、夏期などの大きな池面の減衰が起る期間に姿を見せる。冬期の増水期も池面から姿を覗かせているのは北東部に位置する通称「小島」であり、それがまさに蛇伝説の舞台となった縁のある島である。「小島」には、伝承通り一本の大きな樹木が生えている。
かつては国道9号が西側面を通過し、鳥取砂丘と共に発展してきたが1970年代前半頃より本格的に鳥取バイパスが着工・開通し、周囲は再び静寂を取り戻しつつある。池の北側から東側に掛けては舗装された道路が通り、南側は遊歩道が通っており、更に遊歩道を挟んで鳥取砂丘からは西方向の小高い丘に鳥取ゴルフ倶楽部がある。元来は砂丘だった場所に設置されたコースゆえ基本的には丘陵コースになる。丘陵特有の起伏があり、フェアウェイは狭めだがドッグレッグなど変化に富んでおり、コースの難易度は高めである。

## 生物相
流入河川も流出河川もない閉鎖水域であり、さらに鳥取県下では珍しい貧栄養湖のため、特殊な動物相を有し、貴重な生態系をみせていた。しかし、1980年代には他の湖沼と同様にオオクチバスが侵入し、貴重な生態系は破壊されてしまった。
- ゲンゴロウブナ、コイ、マハゼ、ヨシノボリ、ウキゴリ、チチブ、タナゴ類などの魚が生息する。池の名前にもなっているナマズは以前は多くいたが、最近では激減した。
- 1980年に発見されたアカヒレタビラはわが国における分布の西限である。タイリクバラタナゴも生息している。
- タガイ、マルドブガイ、イシガイなどの二枚貝類、カワニナ、タニシの巻貝類、ヌマエビ、スジエビなどのエビ類も生息する。また珍種ヌマカイメンの生息も確認されている。
- アマサギ、カルガモ、カイツブリが繁殖し、冬にはキンクロハジロ、マガモ、コガモが飛来する。